# Lola Lorente
Lola Lorente es una historietista española (Bigastro,  1980).

## Biografía
Lola Lorente estudió en la Universidad Bellas Artes de Valencia, conociendo el mundillo del cómic durante sus últimos años de carrera. Con unos compañeros se autoeditó "Fanzine Enfermo", que alcanzó las siete entregas. También publicó en revistas como "Dos Veces Breve", "Humo", "Nosotros Somos Los Muertos y "Tos".
Ya en 2007 fue nominada como autora revelación en el Salón Internacional del Cómic de Barcelona.
Estudió luego Ilustración en la Escuela Massana de Barcelona. A principios de 2008, participó en la exposición titulada Sin nosotras que tuvo lugar en Espacio Sins Entido junto a otras destacadas historietistas como Rachel Deville, Catel Muller y Sonia Pulido.
Durante un año y medio residió en el Maison de Auteurs de Angulema gracias a la beca AlhóndigaKomik.
En 2012 recibió finalmente el premio al autor revelación en el Salón del Cómic de Barcelona por su obra Sangre de mi sangre (Astiberri).

## Obra
| Años | Título              | Tipo             | Publicación |
| ---- | ------------------- | ---------------- | ----------- |
|      |                     | Historieta breve |             |
| 2011 | Sangre de mi sangre | Novela gráfica   | Astiberri   |